# Leica Oskar Barnack Award
Der Leica Oskar Barnack Award (bis einschließlich 1994 Oskar Barnack Award) ist ein Preis, der an Fotografen für herausragende Fotoserien vergeben wird. Die Fotoserien müssen sich mit der Beziehung des Menschen zu seiner Umwelt beschäftigen. Anlass war der 100. Geburtstag des deutschen Feinmechanikers Oskar Barnack (1879–1936), der als Erfinder der 35-mm-Kleinbildkamera gilt. Der Preis entwickelte sich zu einer der renommiertesten internationalen Fotografie-Auszeichnungen.
Die Auszeichnung ist dotiert mit 40.000 Euro sowie einer Leica-Kamera-Ausrüstung im Wert von 10.000 Euro. Der Preis wird seit 1980 jährlich vergeben. Seit 2009 wird zusätzlich ein Newcomer-Preis vergeben, der mit 10.000 Euro dotiert ist sowie mit einer Leica Q2. Die Gewinnerserien werden in einer Wanderausstellung gezeigt, sowohl in den Leica-Galerien als auch bei Foto-Festivals.
Jedes Jahr wird eine Publikation mit Bildern der Gewinner und der Nominierten herausgegeben. Die Jury wird aus rund 100 Nominierungsberechtigten aus 43 Ländern ausgewählt. Die fünfköpfige Jury trifft sich in der Hauptniederlassung von Leica, in Wetzlar. Bekanntgabe und Preisverleihung findet jeweils im November des Jahres statt.
Der Preis wurde von 1980 bis 1994 von World Press Photo als Oskar Barnack Award vergeben, danach von Leica unter dem Namen Leica Oskar Barnack Award.

## Preisträger

### Oskar Barnack Award

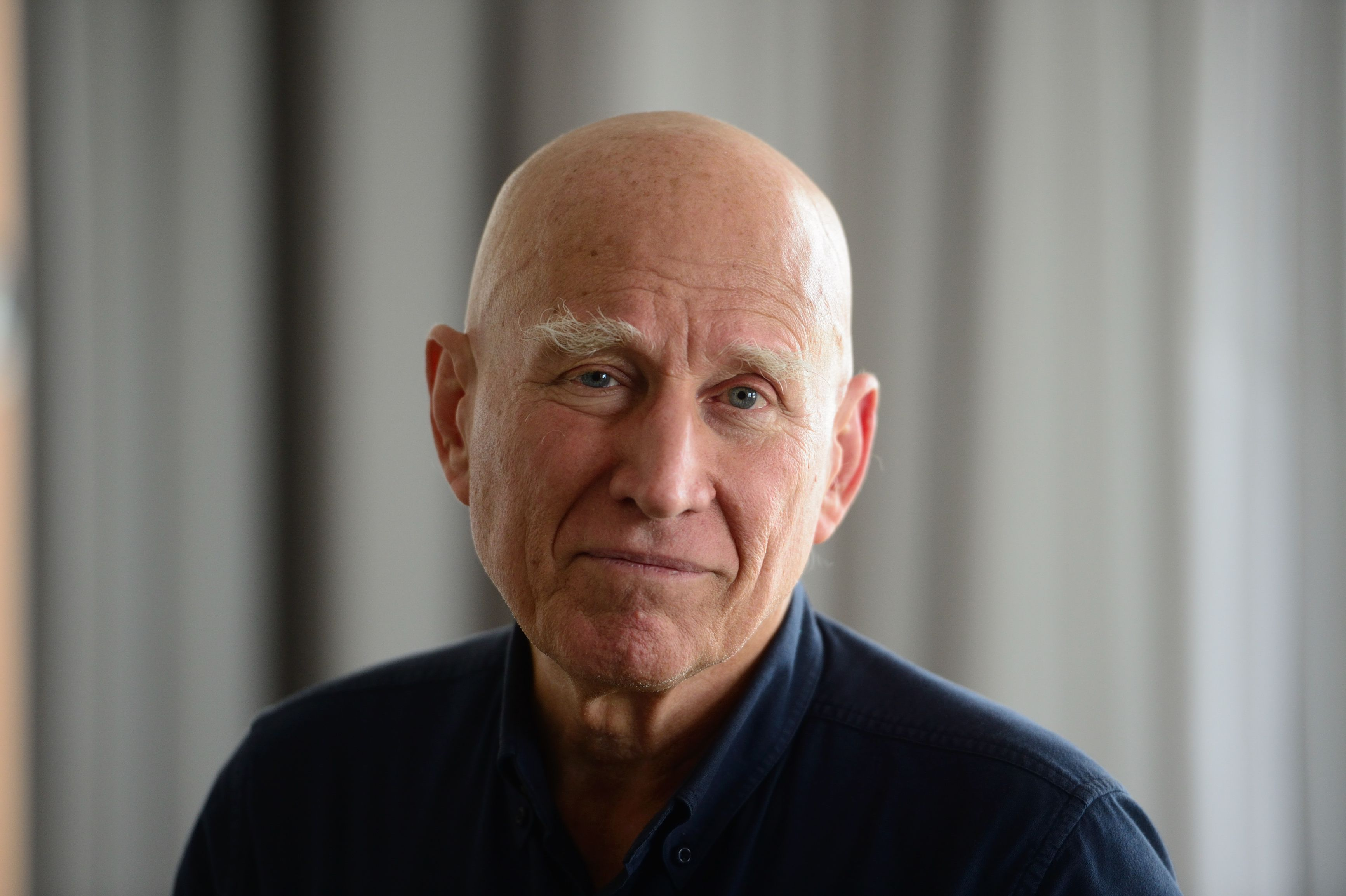
Sebastião Salgado, Preisträger 1985 und 1992

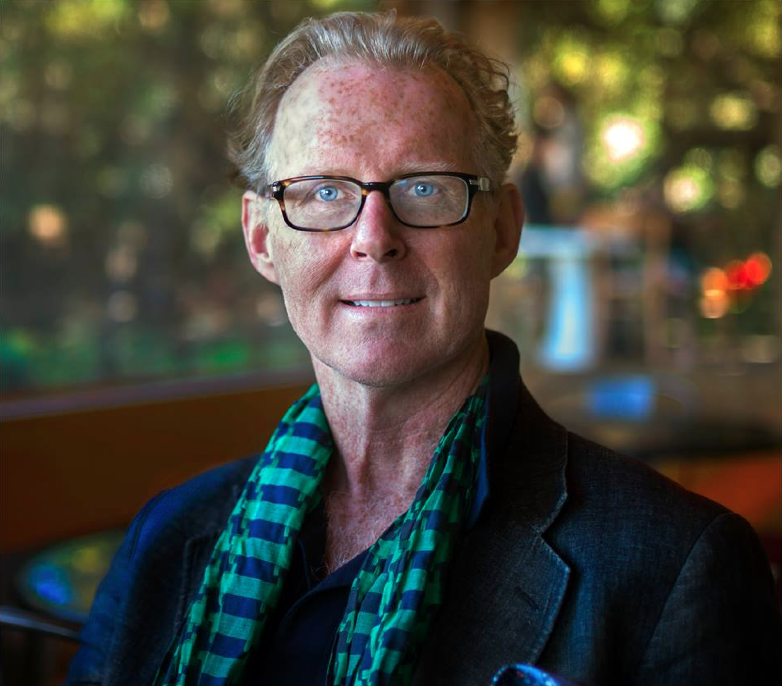
David Turnley, Preisträger 1986

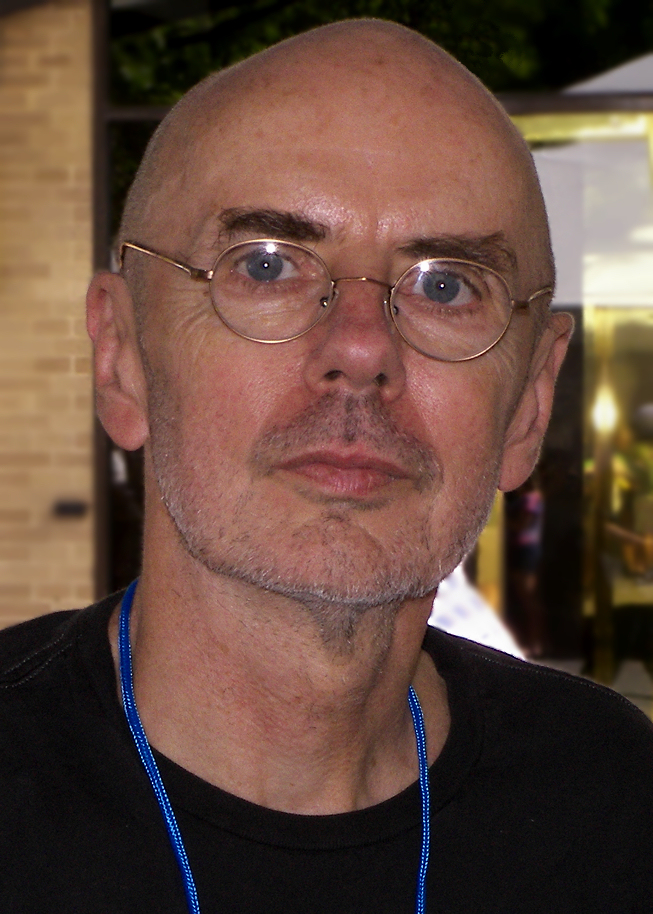
Eugene Richards, Preisträger 1993/94

| Jahr    | Preisträger          | Name der Fotoserie                                                | Thema |
| ------- | -------------------- | ----------------------------------------------------------------- | --- |
| 1980    | Floris Bergkamp      | Greenpeace-Aktion gegen die Verklappung von Atommüll              | Dokumentation einer Greenpeace-Aktion gegen das Verklappen von radioaktiven Abfällen ins Meer durch das britische Transportschiff Gem. |
| 1981    | Björn H. Larsson Ask | Verbranntes Kind – die achtjährige Jessica und ihre neue Haut     | Dokumentation einer dreitägigen Hauttransplantation.                                                                                   |
| 1982    | Wendy Watriss        | Die Auswirkungen von Agent Orange                                 | Spätfolgen von Agent Orange bei US-Veteranen.                                                                                          |
| 1983    | Neil McGahee         | Charlie und Wilhelm                                               | Landwirte in Minnesota. |
| 1984    | Stormi Greener       | Leben bis 100: Meilenstein oder Mühlstein                         | Der Alltag einer 106-jährigen Frau. |
| 1985    | Sebastião Salgado    | Äthiopischer Hunger                                               | Hungersnot in Äthiopien 1985. |
| 1986    | David Turnley        | South Africa 1985                                                 | Apartheid in Südafrika. |
| 1987    | Jeff Share           | Cottonwood Pass – Friedensmarsch für weltweite nukleare Abrüstung | Ein neunmonatiger Friedensmarsch von Los Angeles nach Washington, D.C.                                                                 |
| 1998    | Chris Steel-Perkins  | Lernen, mit dem Thalidomid-Problem zu leben – 20 Jahre danach     | Die Folgen des Contergan-Skandals nach 20 Jahren.                                                                                      |
| 1989    | Charles Mason        | Die Saga der gefangenen Grauwale                                  | Rettung von drei Grauwalen im Packeis der Beaufortsee.                                                                                 |
| 1990    | Raphaël Gaillarde    | Das Floß der Wipfel                                               | Erforschung des tropischen Regenwaldes in Französisch-Guayana mit Luftschiffen.                                                        |
| 1991    | Barry Lewis          | Copșa Mică                                                        | Umweltverschmutzung in Copșa Mică. |
| 1992    | Sebastião Salgado    | Inferno in Kuwait                                                 | Ölpest am Persischen Golf 1991. |
| 1993/94 | Eugene Richards      | Death of an Oasis                                                 | Die Folgen der Austrocknung der Hadejia-Nguru-Feuchtgebiete.                                                                           |

### Leica Oskar Barnack Award
| Jahr | Preisträger | Name der Fotoserie                              | Thema |
| ---- | --- | ----------------------------------------------- | --- |
| 1995 | Gianni Berengo Gardin | La Disperata Allegria                           | Das Alltagsleben von Roma-Familien in Florenz.                                                              |
| 1996 | Larry Towell | Die Mennoniten                                  | Altkolonier-Mennoniten, die aus Kanada nach Mexiko auswanderten, als Wanderarbeiter.                        |
| 1997 | Jane Evelyn Atwood Ehrenvolle Erwähnung: Mark Power (Shipping Forecast)                                                                      | Women in Jail                                   | Ein Langzeitprojekt über Frauengefängnisse und weibliche Gefangene.                                         |
| 1998 | Fabio Ponzio Ehrenvolle Erwähnung: Paulo Nozolino (Solo)                                                                                     | East of Nowhere                                 | Osteuropa.                                                                                                  |
| 1999 | Claudine Doury Ehrenvolle Erwähnungen: Francesco Giousti (Psychiatrische Klinik in Neapel) Florence Levillain (Großmarkt Rungis)             | Die letzten Nomaden Sibiriens                   | Die Nomadenvölker Sibiriens.                                                                                |
| 2000 | Luc Delahaye Ehrenvolle Erwähnungen: Stefano De Luigi (Rom 2000) Tessa Bunney (Eat Better – Eat British)                                     | Winterreise                                     | Das postkommunistische Elend Russlands.                                                                     |
| 2001 | Bertrand Meunier Ehrenvolle Erwähnung: Ragnar Axelsson (Verschwinden traditioneller Lebensformen auf den Nordatlantikinseln)                 | Erased                                          | Die verarmten Industrieregionen Chinas.                                                                     |
| 2002 | Narelle Autio | The Coastal Dwellers                            | Die australische Küste.                                                                                     |
| 2003 | Andrea Hoyer Ehrenvolle Erwähnungen: Jan Grarup (Die vergessenen Flüchtlinge der Welt) England (Albanian Landscape)                          | Stätten der Erinnerung                          | Die Sehnsüchte, Perspektiven und Stimmungen der russischen Bevölkerung der postsowjetischen Ära.            |
| 2004 | Peter Granser Ehrenvolle Erwähnungen: Martin Kollár (Nothing Special) Alex Majoli (Hotel Marinum)                                            | Coney Island                                    | Der Verfall von Coney Island.                                                                               |
| 2005 | Guy Tillim Ehrenvolle Erwähnung: Linn Schröder (Sind Sie ein echter Frosch?)                                                                 | Jo’burg Story                                   | Der Wandel von Johannesburg von einer urbanen Enklave der weißen Minderheit zu einer „afrikanischen Stadt“. |
| 2006 | Tomás Munita Ehrenvolle Erwähnung: James Whitlow Delano (Japan Mangaland)                                                                    | Kabul: Leaving the Shadow                       | Afghanistan an der Schwelle zum Neuanfang.                                                                  |
| 2007 | Julio Bittencourt Ehrenvolle Erwähnungen: José Cendon (Psychiatrische Krankenhäuser in Ostafrika) Margaret M. de Lange (Kindheit und Jugend) | In a window of Prestes Maia 911 building        | Lebensverhältnisse in einem verfallenden Wohnblock in São Paulo.                                            |
| 2008 | Lucia Nimcová | Unofficial                                      | Der Stillstand in Humenné nach dem Fall des kommunistischen Systems.                                        |
| 2009 | Mikhael Subotzky | Beaufort West                                   | Das Leben in Beaufort West.                                                                                 |
| 2010 | Jens Olof Lasthein | Waiting for the Future – Pictures from Abkhazia | Das Leben der Menschen in Abchasien.                                                                        |
| 2011 | Jan Grarup | Haiti Aftermath                                 | Die Auswirkungen des Erdbebens in Haiti 2010.                                                               |
| 2012 | Frank Hallam Day | Alumascapes                                     | Wohnmobile in Florida.                                                                                      |
| 2013 | Jewgenija Arbugajewa | Tiksi                                           | Das Leben in Tiksi.                                                                                         |
| 2014 | Martin Kollár | Field Trip                                      | Die besondere Stimmung und die angespannte Atmosphäre in Israel 2009 bis 2011.                              |
| 2015 | JH Engström | Tout Va Bien                                    | Existenzielle Zustände.                                                                                     |
| 2016 | Scarlett Coten | Mectoub                                         | Rollen und Männlichkeitsbilder in der arabischen Welt.                                                      |
| 2017 | Terje Abusdal | Slash & Burn                                    | Die Kultur der Waldfinnen.                                                                                  |
| 2018 | Max Pinckers | Red Ink                                         | Der Nationale Tag der Befreiung Koreas in Nordkorea.                                                        |
| 2019 | Mustafah Abdulaziz | Water                                           | Naturalistisch-dokumentarische als auch metaphorische Serie darüber, wie Menschen mit Wasser interagieren.  |
| 2020 | Luca Locatelli | Future Studies                                  | Das Konzept des Wachstums und die menschliche Beziehung zu Natur und Technologie.                           |
| 2021 | Ana María Arévalo Gosen | Días Eternos (Eternal Days)                     | Frauen in venezolanischen Gefängnissen.                                                                     |
| 2022 | Kiana Hayeri | Promises Written on the Ice, Left in the Sun    | Die Zerstörung von Meinungsfreiheit, Frauenrechten und Bildung durch die Taliban in Afghanistan.            |
| 2023 | Ismail Ferdous | Sea Beach                                       | Menschen am Strand von Cox’s Bazar.                                                                         |
| 2024 | Davide Monteleone | Critical Minerals – Geography of Energy         | Bergbau in der Demokratischen Republik Kongo, Chile und Indonesien.                                         |

### Newcomer-Preis
| Jahr | Preisträger              | Name der Fotoserie                       | Thema |
| ---- | ------------------------ | ---------------------------------------- | --- |
| 2009 | Dominic Nahr             | The Road to Nowhere                      | Die Situation der Flüchtlinge im Osten der Demokratischen Republik Kongo.                                     |
| 2010 | Andy Spyra               | Kaschmir                                 | Die Folgen des Konflikts zwischen Indien und Pakistan in der Provinz Kaschmir für die dort lebenden Menschen. |
| 2011 | Jing Huang               | Pure of Sight                            | Alltägliche Dinge in China als poetische Augenblicke.                                                         |
| 2012 | Piotr Zbierski           | Pass by Me                               | Gefühl und Passion.                                                                                           |
| 2013 | Ciril Jazbec             | Waiting to Move                          | Die Auswirkungen des Klimawandels auf das Leben der Iñupiat in Shishmaref.                                    |
| 2014 | Alejandro Cegarra        | The Other Side of the Tower of David     | Leben im Centro Financiero Confinanzas.                                                                       |
| 2015 | Wiktoria Wojciechowska   | Short Flashes                            | Chinesische Fahrradfahrer im Regen.                                                                           |
| 2016 | Clémentine Schneidermann | The Unbearable, the Sadness and the Rest | Aufwachsen im Blaenau Gwent County Borough.                                                                   |
| 2017 | Sergey Melnitchenko      | Behind the Scenes                        | Der Backstage-Bereich eines Tanzclubs in Dongguan.                                                            |
| 2018 | Mary Gelman              | Svetlana                                 | Das Leben in einer russischen Camphill-Einrichtung.                                                           |
| 2019 | Nanna Heitmann           | Hiding from Baba Yaga                    | Das Leben entlang des Jenissei.                                                                               |
| 2020 | Gonçalo Fonseca          | New Lisbon                               | Die Folgen der fortschreitenden Gentrifizierung von Lissabon.                                                 |
| 2021 | Emile Ducke              | Kolyma – Along the Road of Bones         | Spuren der Geschichte entlang des Kolymas.                                                                    |
| 2022 | Valentin Goppel          | Between the Years                        | Junge Erwachsene in Zeiten der COVID-19-Pandemie.                                                             |
| 2023 | Ziyi Le                  | New Comer                                | Die Emotion der Orientierungslosigkeit von neu zugezogenen in China.                                          |
| 2024 | Maria Guțu               | Homeland                                 | Erinnerungen an eine Kindheit in der Republik Moldau.                                                         |